# Pierre-Célestin Tshitoko Mamba
Pierre-Célestin Tshitoko Mamba (Kolwezi, 23 februari 1956) is een Congolees rooms-katholiek geestelijke en bisschop.
Hij liep school in het kleinseminarie van Kabwe. Hij studeerde filosofie aan de seminaries van Kabwe en Mbuji-Mayi en theologie aan het interdiocesaan seminarie van Malole. Hij werd in 1982 tot priester gewijd en behaalde daarna een graad in bijbelse theologie in Kinshasa in 1985. In 1993 behaalde hij een doctoraat in bijbelse theologie aan de Pauselijke Urbaniana Universiteit van Rome. Tussen 1993 en 1994 was hij secretaris van de aartsbisschop van Kananga, Martin-Léonard Bakole wa Ilunga, en daarna was hij hoofd van het interdiocesaan seminarie filosofie van Kabwe. Hij werd in 2006 benoemd tot bisschop van Luebo als opvolger van Emery Kabongo Kanundowi, die in 2003 om gezondheidsredenen ontslag had genomen.